# Rübnick
Rübnick ist ein früheres Dorf im heutigen Gemeindegebiet von Kolkwitz im Landkreis Spree-Neiße in Brandenburg. Der Ort war bis zum 1. April 1937 ein Ortsteil der damaligen Gemeinde Krieschow-Wiesendorf im Landkreis Cottbus, danach ging Rübnick im Ortsteil Krieschow auf.

## Lage
Rübnick liegt in der Niederlausitz, rund zwölf Kilometer westlich von Cottbus und sieben Kilometer südöstlich von Vetschau. Umliegende Ortschaften sind Milkersdorf im Norden, Kunersdorf im Nordosten, Limberg im Osten, Kackrow im Südosten, Krieschow im Südwesten und Eichow im Westen. Südlich der Siedlung liegt der Mühlengraben Krieschow. Die Landesstraße 49 (Lübben–Forst) sowie das Industriegebiet Krieschow liegen unmittelbar nördlich von Rübnick.

## Geschichte
Die Siedlung wurde 1813 als „am Rybnik“ (bezogen auf einen Fischteich) urkundlich erwähnt. Rübnick gehörte zunächst zum Gutsbezirk Krieschow, der im 19. Jahrhundert zum Landkreis Cottbus in der preußischen Provinz Brandenburg gehörte. Bei der Volkszählung vom 2. Dezember 1895 hatte die Siedlung 26 Einwohner. Anfang des 20. Jahrhunderts gab es südlich von Rübnick eine Sandgrube. Am 1. Januar 1928 schlossen sich der Gutsbezirk Krieschow, der Gutsbezirk Wiesendorf und die Landgemeinden Krieschow und Wiesendorf zu der neuen Gemeinde Krieschow-Wiesendorf zusammen. Der Ortsteil Rübnick ging zum 1. April 1937 vollständig im Ortsteil Krieschow auf und wurde aus dem Ortsteilverzeichnis gestrichen.